# (4750) Mukai
(4750) Mukai es un asteroide perteneciente al cinturón de asteroides descubierto por Kazuro Watanabe y Tetsuya Fujii desde el Observatorio de Kitami, Japón, el 15 de diciembre de 1990.

## Designación y nombre
Mukai recibió inicialmente la designación de 1990 XC1.
Más adelante, en 1992, se nombró en honor de la astronauta y médica japonesa Chiaki Mukai.

## Características orbitales
Mukai orbita a una distancia media del Sol de 2,184 ua, pudiendo alejarse hasta 2,381 ua y acercarse hasta 1,987 ua. Tiene una inclinación orbital de 4,905 grados y una excentricidad de 0,0901. Emplea 1179 días en completar una órbita alrededor del Sol.

## Características físicas
La magnitud absoluta de Mukai es 13,8. Está asignado al tipo espectral X de la clasificación SMASSII.